# Cerambyx surinamensis
Cerambyx surinamensis är en skalbaggsart som beskrevs av Voet 1778. Cerambyx surinamensis ingår i släktet ekbockar, och familjen långhorningar.
Artens utbredningsområde är Surinam. Inga underarter finns listade.